# Bagmati (zona amministrativa)
Bāgmatī (बाग्मती in lingua nepalese, italianizzato in Bagmati) è una ex zona amministrativa del Nepal che prende il nome dall'omonimo fiume che l'attraversa. Come tutte le zone è stata soppressa nel 2015.
Il territorio ha una superficie di 9.428 km², e una popolazione di 3.008.487 (censimento 2001).
Faceva parte della Regione di Sviluppo Centrale e comprende la Valle di Kathmandu, con la capitale del Paese e la sua conurbazione di più di un milione e mezzo di abitanti.

## Geografia antropica

### Suddivisioni amministrative
La Zona di Bagmati si suddivide in 8 distretti:

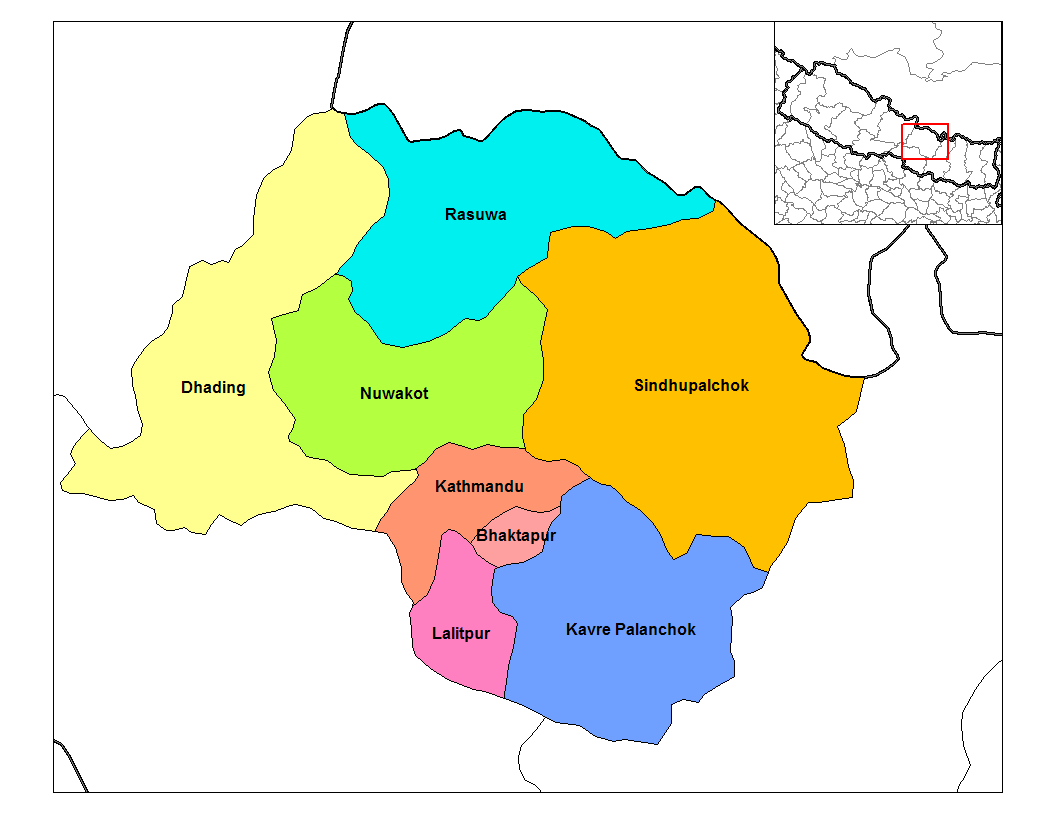
I distretti della Zona di Bagmati

| Distretti              | Capitali  |
| ---------------------- | --------- |
| Bhaktapur              | Bhaktapur |
| Dhading                | Dhading   |
| Lalitpur               | Patan     |
| Distretto di Kathmandu | Kathmandu |
| Kavrepalanchok         | Dhulikhel |
| Nuwakot                | Bidur     |
| Rasuwa                 | Dhunche   |
| Sindhulpalchok         | Chautara  |